# Drax il Distruttore
Drax il Distruttore (Drax the Destroyer), il cui vero nome è Arthur Sampson Douglas, è un personaggio immaginario dei fumetti Marvel Comics creato da Jim Starlin. È comparso per la prima volta su Iron Man (vol. 1) n. 55 del febbraio 1973.

## Biografia
Arthur Douglas si trovava alla guida della sua automobile con a bordo la moglie e la figlia e stava percorrendo una strada deserta quando il mezzo venne colpito da un raggio laser sparato da Thanos, il quale non voleva testimoni della sua visita sulla Terra. Sua figlia Heather sopravvisse e fu trovata da Mentore, il padre di Thanos, che la condusse su Titano per allevarla (in seguito la ragazza divenne l'eroina nota come Dragoluna). Arthur invece morì ma il suo spirito venne recuperato dall'essere noto come Kronos e da questi trapiantato in un potente corpo artificiale, creando così Drax il Distruttore, il suo campione nella lotta contro Thanos. Drax ha come obiettivo la distruzione di Thanos e sembra essere l'unica entità in grado di ucciderlo. Ha trascorso molti anni perseguendo l'uccisione di Thanos, alleandosi di tanto in tanto con altri eroi come Adam Warlock per scongiurare minacce di livello cosmico.
Durante una missione sulla Terra, Drax, nel tentativo di proteggere una bambina, da lui erroneamente scambiata per la propria figlia, viene ucciso da Paibok, il Power Skrull. Tuttavia torna in vita con un nuovo aspetto più snello, emergendo letteralmente dal proprio corpo morto.
Nelle fasi finali della Guerra Annihilation riesce finalmente ad uccidere il titano strappandogli il cuore dal petto. In seguito a quest'azione, appare turbato e smarrito, avendo perso la sua ragione di vita.
Dopo l'invasione degli alieni Phalanx allo spazio Kree, Drax viene arruolato da Star-Lord per far parte della nuova formazione dei Guardiani della Galassia. Durante la guerra con il Cancroverso assiste alla rinascita di Thanos ed è costretto a sopprimere il suo istinto distruttivo per scortarlo vivo nell'universo rivale.
Dopo la sconfitta di Lord Mar-Vell, Drax viene apparentemente disintegrato da Thanos, ma successivamente ricompare insieme ai guardiani nel primo numero della nuova serie.

## Altri media

### Marvel Cinematic Universe
Drax appare all'interno del Marvel Cinematic Universe (MCU) interpretato dal wrestler Dave Bautista. In questa versione, oltre che avere origini totalmente differenti, ha un conto in sospeso con il feroce e spietato guerriero kree Ronan l'Accusatore, dopo che quest'ultimo ha ucciso sua moglie e sua figlia sotto i suoi stessi occhi.
- Appare la prima volta in Guardiani della Galassia (2014). Assetato di vendetta nei confronti di Ronan l'Accusatore cerca ogni modo per ucciderlo. Si allea con Star-Lord, Gamora, Rocket Raccoon e Groot per fermarlo e alla fine fa amicizia con loro entrando a far parte del gruppo. Dopo aver sconfitto Ronan, capisce che il vero responsabile della morte di sua moglie e sua figlia è il perfido Thanos e giura vendetta, ripromettendosi di ucciderlo.
- In Guardiani della Galassia Vol. 2 (2017), continua a svolgere incarichi col suo gruppo e insieme affrontano Ego, un celestiale nonché padre di Star-Lord che tenta di fare il lavaggio del cervello a suo figlio per farlo passare dalla sua parte. Sul pianeta di Ego stringe un forte rapporto di amicizia con Mantis, la serva di Ego che poi si unisce ai Guardiani.
- In Avengers: Infinity War (2018) con i suoi compagni soccorre Thor e insieme a Star-Lord e Mantis si reca su Titano e insieme ad Iron Man, il Dottor Strange, Spider-Man e Nebula affrontano Thanos ma questi li sconfigge. Dopo che il potente titano ha ottenuto tutte le gemme, con i suoi poteri fa dissolvere nel nulla metà popolazione dell'universo, tra questi è compreso Drax, che si dissolve.
- In Avengers: Endgame (2019), Drax ritorna in vita grazie allo schiocco di Hulk e insieme a tutti quelli resuscitati, affronta l'esercito di Thanos vincendo la battaglia finale, compiendo indirettamente la sua vendetta per la morte di sua moglie e di sua figlia. Alla fine della battaglia presenzia al funerale di Iron Man e si riunisce coi Guardiani della Galassia e accoglie insieme il loro nuovo membro Thor, per poi partire alla ricerca di Gamora.
- In Thor: Love and Thunder (2022), Drax dopo molte avventure insieme ai Guardiani e a Thor si separa da quest'ultimo quando il Dio del Tuono decide di abbandonare la squadra per indagare su Gorr il macellatore di dei. In seguito parte con i suoi compagni per rispondere alle chiamate di soccorso dovute agli omicidi di Gorr in giro per il cosmo.
- Drax appare in Guardiani della Galassia Holiday Special (2022) dove accompagna Mantis sulla Terra, per trovare un regalo natalizio per l'amico Peter Quill. Dopo aver rapito Kevin Bacon per donarlo a Quill, festeggia il Natale con i Guardiani su Ovunque, la loro nuova base.
- Drax il Distruttore compare anche nelle serie animate del Marvel Cinematic Universe What If...? (2021) e I Am Groot (2022).
- In Guardiani della Galassia Vol. 3 (2023), Drax insieme ai Guardiani viene attaccato su Ovunque da Adam Warlock, il quale ferisce gravemente Rocket. In seguito, Drax e i Guardiani partono in una missione per salvare Rocket, scontrandosi con il creatore di quest'ultimo, l'Alto Evoluzionario. Dopo aver salvato Rocket ed aver sconfitto l'Alto Evoluzionario, i Guardiani decidono di separarsi: Drax rimane con Nebula su Ovunque per crescere i bambini cavie salvati dalla nave dell’Alto Evoluzionario, abbandonando il suo stato di "Distruttore" per fare il padre a tempo pieno.

### Televisione
- Drax compare in alcuni episodi della serie animata di Silver Surfer.
- Il personaggio compare negli episodi nelle serie animate Avengers - I più potenti eroi della Terra, Ultimate Spider-Man sui Guardiani della Galassia, Hulk e gli agenti S.M.A.S.H., Avengers Assemble e Disk Wars: Avengers.
- Drax il Distruttore è uno dei protagonisti nella serie animata Guardiani della Galassia.